# Papuadocus blodiwai
Papuadocus blodiwai ist die einzige Art der monotypischen Gattung Papuadocus, die zu den Flohkrebsen (Amphipoda) gehört. Sie lebt auf dem Meeresboden der Bismarcksee vor Papua-Neuguinea in Tiefen von 500 bis 600 Metern.

## Merkmale
Der Körperbau dieser Flohkrebse ist seitlich abgeflacht. An den Uropoden haben sie robuste Borsten. Die Art wurde bei ihrer Erstbeschreibung im Jahr 2015 in die Flohkrebs-Familie Maeridae eingegliedert. Diese Familie war im Jahr 2008 von der Familie Melitidae getrennt worden.
Papuadocus blodiwai ist dadurch charakterisiert, dass die ersten Maxillen nicht symmetrisch sind, das heißt, der rechte Palpus der ersten Maxille unterscheidet sich vom linken. Papuadocus ist am engsten mit der Gattung Bathyceradocus verwandt, die zwar ebenfalls dieses Merkmal aufweist, aber im Gegensatz zu Papuadocus auch an den Coxen des 7. Schreitbeinpaares Kiemen trägt. Papuadocus zeigt keinen Sexualdimorphismus bezüglich der Greifwerkzeuge des zweiten Beinpaares.

## Lebensweise
Papuadocus blodiwai ernährt sich in der Tiefe des Bathyals von sich zersetzendem organischem Material. Alle bisher gesammelten Exemplare dieser Flohkrebsart wurden in Hohlräumen von verrottenden Baumstämmen und Ästen gefunden. Auf der Oberfläche des Holzes sind sie bisher nie beobachtet worden. Es wird angenommen, dass sich Papuadocus blodiwai von Holz ernährt. Bei der nahe verwandten Art Bathyceradocus stephensensi, die ein ähnliches Habitat bewohnt, wurden Holzreste im Mageninhalt gefunden. Wie die Verdauung dieses Materials erfolgen kann, und ob endosymbiotische Bakterien und Archaeen wie bei Termiten und anderen holzverdauenden Lebewesen dabei eine Rolle spielen, ist noch nicht genau bekannt. Forschungen, an denen die Erstbeschreiberin von Papuadocus blodiwai, Laure Corbari, beteiligt war, haben jedoch schon in der Vergangenheit die besondere Rolle endosymbiontischer Bakterien und Archaeen in der Nahrungskette der lichtlosen und sauerstoffarmen Tiefe aufgezeigt.